# Macromitrium aurescens
Macromitrium aurescens là một loài Rêu trong họ Orthotrichaceae. Loài này được Hampe mô tả khoa học đầu tiên năm 1860.